# Jürgen Brand (Jurist, 1941)

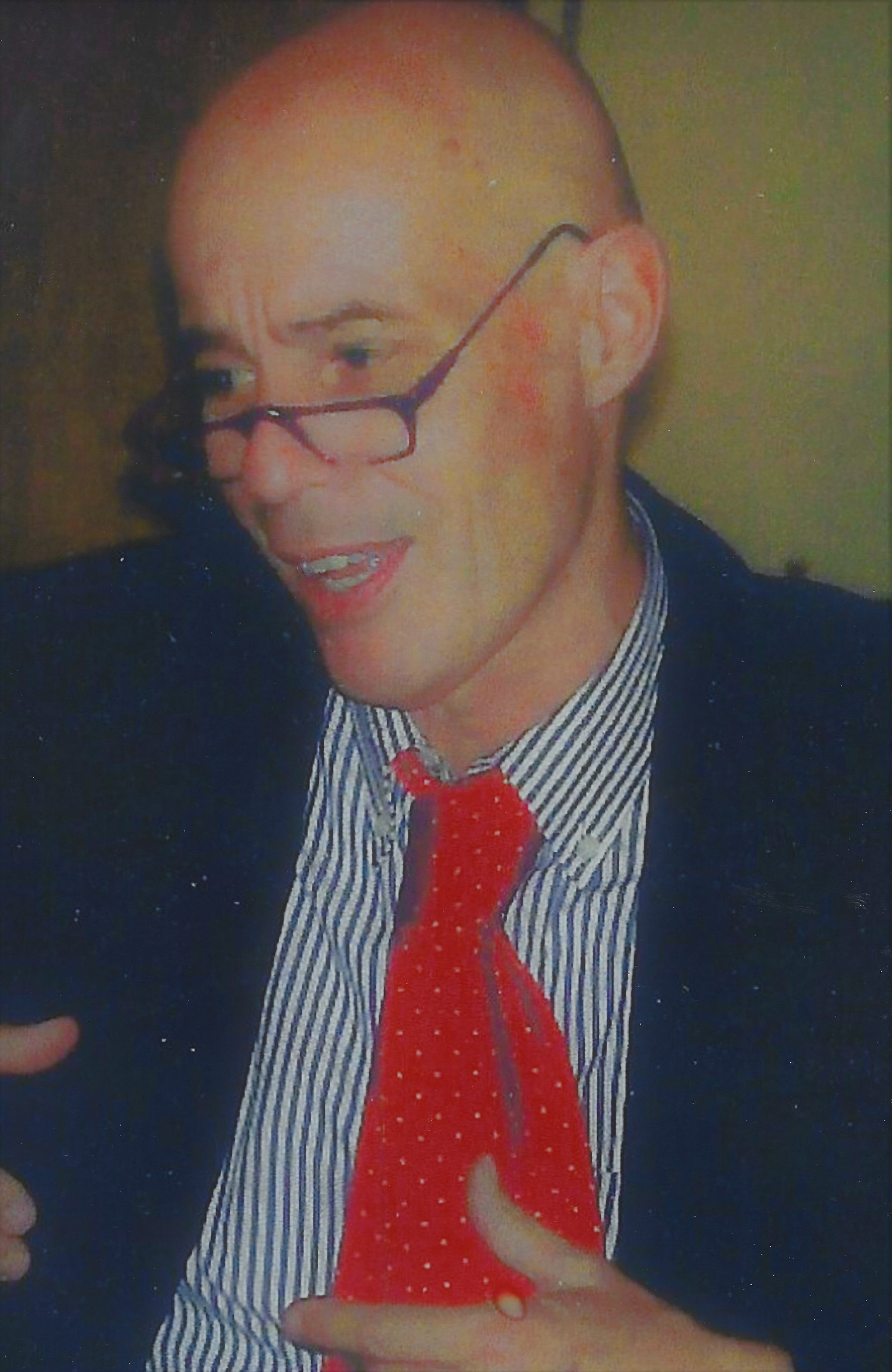
Jürgen Brand

Jürgen Brand (* 19. April 1941 in Dresden) ist ein deutscher Jurist und Hochschullehrer.

## Leben
Brand entstammt den preußischen Beamtenfamilien Brand und Hedemann. Er wurde 1941 in Dresden geboren und studierte nach dem Abitur am Tilemann Gymnasium in Limburg an der Lahn Rechtswissenschaft, Geschichte und Soziologie an den Universitäten Kiel und Berlin. 1968 schloss er sein Jurastudium mit der Ersten juristischen Staatsprüfung am Justizprüfungsamt beim Oberlandesgericht Schleswig ab. 1970 wurde Brand von Hans Hattenhauer an der Christian-Albrechts-Universität Kiel mit einer Dissertation über die Geschichte der Stifter Essen und Werden in der Zeit des Großherzogtums Berg promoviert. 1973 legte er die Zweite Staatsprüfung am Justizprüfungsamt in Düsseldorf ab und trat als Staatsanwalt/Richter auf Probe am Landgericht Düsseldorf in den Justizdienst. 1975 wurde er zum Akademischen Rat an der Gesamthochschule/Universität Wuppertal ernannt und habilitierte sich 1989 mit dem ersten Band seiner Untersuchungen zur Entstehung der Arbeitsgerichtsbarkeit in Deutschland an der Bergischen Universität Wuppertal (Gutachter: Gerd Roellecke und Heinz Holzhauer). Brand lehrte dort bis 2006 als außerplanmäßiger Professor öffentliches Recht und Wirtschaftsgeschichte am Fachbereich Wirtschaftswissenschaft. Daneben nahm er Lehraufträge an der Heinrich-Heine-Universität Düsseldorf und der Universität Witten/Herdecke sowie einen Forschungsaufenthalt am Max-Planck-Institut für europäische Rechtsgeschichte in Frankfurt a. M. wahr.
Brands Forschungsschwerpunkte sind die deutsche und die europäische Rechtsgeschichte, Öffentliches Recht und europäische Wirtschaftsgeschichte. Er ist seit 2015 Gründungsmitglied der Bergischen Juristengesellschaft. Er ist Mitglied der Vereinigung für Verfassungsgeschichte.
Jürgen Brand ist seit 1968 verheiratet mit der Psychotherapeutin Gesche Mette Brand (geb. Knoop) und hat zwei Kinder (Lisa, Philipp).

## Veröffentlichungen (Auswahl)
- Geschichte der ehemaligen Stifter Essen und Werden während der Übergangszeit von 1806–1813 unter besonderer Berücksichtigung der großherzoglich-bergischen Justiz und Verwaltung (= Beiträge zur Geschichte von Stadt und Stift Essen, Heft 86), Schmidt, Neustadt/Aisch 1971 (Zugleich: jur. Diss., Universität Kiel, 1970).
- Grundbegriffe des Allgemeinen Verwaltungsrechts. Eine Einführung für soziale Berufe, Kohlhammer, Stuttgart/Berlin/Köln/Mainz 1978, ISBN 978-3-17-004441-8.
- Untersuchungen zur Entstehung der Arbeitsgerichtsbarkeit in Deutschland. Band 1: Zwischen genossenschaftlicher Standesgerichtsbarkeit und kapitalistischer Fertigungskontrolle, Centaurus, Pfaffenweiler 1990, ISBN 978-3-89085-431-1 (Zugleich: Habil.-Schrift, Universität-Gesamthochschule Wuppertal 1989).
- (Hrsg. mit Max Busch): Marginalien zur unsichtbaren Universität. Festschrift für Josef Maria Häußling zum 65. Geburtstag, Arbogast, Otterbach 1990, ISBN 978-3-87022-142-3.
- (Hrsg. mit Hans Hattenhauer): Der Europäische Rechtsstaat. 200 Zeugnisse seiner Geschichte, C. F. Müller, Heidelberg 1994, ISBN 978-3-8252-1813-3.
- Bibel und Altes Recht im Bauernkrieg (= Leipziger Juristische Vorträge, Heft 17), Leipziger Universitätsverlag, Leipzig 1996, ISBN 978-3-931922-28-3.
- (Hrsg. mit Dieter Strempel): Soziologie des Rechts. Festschrift für Erhard Blankenburg zum 60. Geburtstag, Nomos, Baden-Baden 1998, ISBN 978-3-7890-5736-6.
- Meerbusch Mitte. Bürgergutachten zur künftigen Entwicklung der Stadt Meerbusch, Citcon, Bonn 1999.
- Untersuchungen zur Entstehung der Arbeitsgerichtsbarkeit in Deutschland. Band 2: Von der Ehre zum Anspruch (= Ius commune. Veröffentlichungen des Max-Planck-Instituts für Europäische Rechtsgeschichte Frankfurt a. Main, Band 151), Klostermann, Frankfurt a. M. 2002, ISBN 978-3-465-03185-7.
- Untersuchungen zur Entstehung der Arbeitsgerichtsbarkeit in Deutschland. Band 3: Die Rechtsprechung der rheinischen Gewerbegerichte von 1840 bis 1891 unter besonderer Berücksichtigung des Gewerbegerichts in Elberfeld (= Veröffentlichungen des Max-Planck-Instituts für Europäische Rechtsgeschichte Frankfurt a. Main, Band 232), Klostermann, Frankfurt a. M. 2008, ISBN 978-3-465-04060-6.
- (Hrsg.): 940 Jahre St. Nikolaus in Gruiten. Festschrift zum Abschluss der archäologischen Untersuchungen und der Instandsetzung des Kirchturms im Jahre 2015. Mettmann 2015, ISBN 978-3-00-048765-1.
- C. W. A. Hardung (1768–1821). Ein letzter Verteidiger des Reiches. Mit einem Faksimile seiner „Staatsrechtlichen Untersuchungen“ aus dem Jahre 1805 (= Bibliothek Altes Reich, Band 28), De Gruyter, Berlin/Boston 2019, ISBN 978-3-11-062564-6.